# 湖北商贸学院
湖北商贸学院（Hubei Business College）坐落于湖北省武汉市，是经教育部批准成立的全日制民办普通本科高等学校。
学校前身可追溯至成立于1995年的武汉涉外服务学校，后先后更名为湖北工学院商贸学院、湖北工业大学商贸学院。2015年4月，经教育部批准，湖北工业大学商贸学院转设为湖北商贸学院。中国科学院院士吴宏鑫现为学校名誉校长。
学校现有普通全日制本、专科在校学生12000余人，下设10个教学单位，39个本科专业、21个专科专业，涵盖经济学、管理学、艺术学、文学、工学、教育学等6个学科门类。学校高度重视教师队伍建设，现有教师600余名，其中84%教师具有硕士研究生以上学历，副高级以上职称教师比例占45%以上，“双师型”教师占30%以上，50%以上教师有海外学习、访问、交流和培训经历。学校走内涵式发展道路，“金专、金课、金师”等质量工程建设成效凸显，设计学入选湖北省属高校省级重点培育学科，艺术设计类、信息类专业群入选湖北省第二批转型发展试点高校（专业领域），艺术设计为湖北省重点培育本科专业，现有3个湖北省本科高校“专业综合改革试点”建设项目（金融学、环境设计、产品设计），5个省级一流本科专业建设点（金融学、计算机科学与技术、英语、财务管理、视觉传达设计），3门省级精品资源共享课程和省级一流课程（《商务英语》《综合设计》《Python语言程序开发及应用》），2个省级优秀基层教学组织（文化创意设计教研中心、计算机工程教研室），5个省级教学团队和省级优秀中青年科技创新团队。
学校现有武汉、咸宁两个校区；武汉校区地址：湖北省武汉市洪山区雄楚大街634号，咸宁校区地址：湖北省咸宁市咸安区贺胜路88号。